# Тијана Максимовић (глумица, 1994)
Тијана Максимовић (Краљево, 22. фебруар 1994) српска је позоришна и телевизијска глумица.

## Каријера
Глумом је почела да се бави у детињству па је своју прву улогу одиграла на сцени Краљевачког позоришта. Нешто касније се преселила у Београд где је до уписала на факултет похађала школу глуме Ненада Ненадовића. Пре тога, а затим и током студија, одиграла је неколико представа. Дипломирала је на Факултету драмских и филмских уметности Универзитета Синергија у класи професора Ивана Јевтовића и асистента Михаила Лаптошевића.
По окончању студија играла је у неколико телевизијских пројеката, а значајнији раст популарности донела јој је улога Жаклине Танкосић у серији Игра судбине на Првој српској телевизији.

## Улоге

### Позоришне представе
| Представа                                   | Улога                                           | Текст                               | Драматургија /адаптација/           | Режија                              | Позориште                                                     | Премијера         |
| ------------------------------------------- | ----------------------------------------------- | ----------------------------------- | ----------------------------------- | ----------------------------------- | ------------------------------------------------------------- | ----------------- |
| Пази вамо                                   | Фенсерка 3                                      | Милан Марковић                      | Милан Марковић                      | Бојана Лазић                        | Позориште Бошко Буха                                          | 9. децембар 2010. |
| Школа рокенрола                             | Ана                                             | Милена Деполо                       | Милена Деполо                       | Слободан Скерлић                    | Позориште Бошко Буха                                          | 5. новембар 2011. |
| Опомена – десет година после Зорана Ђинђића |                                                 | ауторски пројекат Бранислава Лечића | ауторски пројекат Бранислава Лечића | ауторски пројекат Бранислава Лечића | Установа културе Палилула                                     | 9. април 2013.    |
| Црвенкапа                                   | Мама                                            | Александар Поповић                  | Александар Поповић                  | Иван Јевтовић Михаило Лаптошевић    | Факултет драмских и филмских уметности Универзитета Синергија | 17. јул 2016.     |
| У потпалубљу                                |                                                 | Владимир Арсенијевић                | Владимир Арсенијевић                | Иван Јевтовић Михаило Лаптошевић    | Факултет драмских и филмских уметности Универзитета Синергија | 2017.             |
| Прослава                                    | Хелга, мајстор церемоније и Хелгеова службеница | Томас Винтерберг Могенс Руков       | Бор Хансен                          | Иван Јевтовић Михаило Лаптошевић    | Факултет драмских и филмских уметности Универзитета Синергија | 1. јун 2017.      |
| Коса                                        | Дени                                            | Џејмс Радо и Џером Рагни            | Џејмс Радо и Џером Рагни            | Иван Јевтовић Михаило Лаптошевић    | Факултет драмских и филмских уметности Универзитета Синергија | 30. мај 2018.     |
| Ко је угасио светло                         |                                                 | Дарио Фо                            | Богдан Живковић                     | Богдан Живковић                     | Академија 28                                                  | 4. децембар 2017. |
| Мила                                        |                                                 | Коста Трифковић                     | Тијана Максимовић                   | Тијана Максимовић                   | Дорћолско народно позориште                                   | 5. јануар 2019.   |

### Филмографија
| Год.       | Назив             | Улога               |
| ---------- | ----------------- | ------------------- |
| 2014.      | Мистер Игнис      |                     |
| 2019.      | Војна академија 5 | Медицинска сестра   |
| 2020−2025. | Игра судбине      | Жаклина Танкосић    |
| 2020.      | Југословенка      | Олга Романов        |
| 2020.      | Државни службеник | Девојка хороскоп    |
| 2020.      | Неки бољи људи    | Уна                 |
| 2021.      | Камионџије д.о.о. | Медицинска сестра 2 |
| 2021.      | Радио Милева      | Симона              |
| 2021.      | Ургентни центар   | Силвана             |